# Perideridia lemmonii
Perideridia lemmonii là một loài thực vật có hoa trong họ Hoa tán. Loài này được (J.M. Coult. & Rose) T.I. Chuang & Constance mô tả khoa học đầu tiên năm 1969.